# 王域
王域（？—1645年），字元壽，號兩瞻，直隸松江府上海縣籍，華亭縣人，明末政治人物。

## 生平
崇禎九年（1636年）丙子科應天鄉試舉人，授宿州學正。張獻忠兵至，王域輔助有司捍禦有功，遷工部郎中。隆武元年（1645年）以江西按察司副使管建昌府事，同年清軍大舉南下江西，江西巡撫曠昭棄南昌逃往瑞州，王域與江西布政使夏萬亨、江西按察司副使王養正、建昌府推官劉允浩、南昌府推官史夏隆起兵拒守建昌，僅僅經過三日，因內應配合，清軍破城。王域等被俘，被押解至南昌，六人同死，建昌人將六人同葬，名為「六君子之墓」。乾隆四十一年（1776年）追諡烈愍。

## 家族
弟王坰。子王鑰、王錚。